# Диана Будисавлевич
Диана Будисавлевич (на сръбски: Diana Budisavljević, по баща Диана Обексър) е австрийска лекарка, която участва в спасяването на хиляди деца от концлагерите през Втората световна война.

## Биография

### Произход и младежки години
Родена е на 15 януари 1891 г. в Инсбрук, Австро-Унгария. През 1917 г. се омъжва за Юлийе Будисавлевич, сръбски лекар, който по това време все още работи като стажант в хирургичната клиника в Инсбрук. През 1919 г. двамата се преместват в Загреб (тогава Кралство Югославия), където съпругът ѝ е назначен за професор по хирургия във Факултета по медицина на Загребския университет.

### Дейност по време на Втората световна война
По време на Втората световна война, през април 1941 г., Югославия е нападната от силите на Оста. Независимата държава Хърватия, съюзник на нацистка Германия, започва геноцидна кампания срещу сърби, евреи и роми, създавайки множество концентрационни лагери. След като Диана Будисавлевич научава за децата, държани в лагера Lobor-Grad, през октомври 1941 г., заедно със съмишленици, по-специално Марко Видакович и Джуро Вукосавлевич, тя стартира облекчителна кампания, наречена „Действие Диана Будисавлевич“. „Действието“ се грижи предимно за сръбските деца, но също и за жени, държани в различни концентрационни лагери, включително лагери на смъртта в Ясеновац. С помощта на местната еврейска общност, която е принудена да подкрепи лагеристите, тя изпраща доставки с храни, лекарства, дрехи, а също и пари в Lobor-Grad и в Горня Риека. Нейният екип също помага на членовете на хърватския Червен кръст на централната жп гара в Загреб, предоставяйки туристически принадлежности за работниците, които са изпращани принудително в Германия, за да работят – някои от тези мъже, жени и деца се завръщат в Загреб, след като са спрени в Марибор и Линц и не им е позволено да пътуват по-нататък, поради заболяванията си – за тях се погрижват от Червения кръст и „Действие“. По време на тази работа през март 1942 г. Диана Будисавлевич среща старшата сестра Драгица Ябазин, която ѝ става близък сътрудник в следващите месеци и години в помощ на затворниците от различни лагери, които са преместени в Загреб и на други места.
В началото на месец юли 1942 г. с помощта на германския офицер Алберт фон Коциан Будисавлевич получава писмено разрешение да вземе децата от концентрационния лагер в Стара Градишка. С помощта на Министерството на социалните въпроси и в частност на проф. Камило Бреслър тя е в състояние да премества деца затворници от лагера в Загреб, Ястребарско и по-късно от Сисак. След усилията на спасителните в Стара Градишка, Будисавлевич, облечена в униформа на медицинска сестра на Червения кръст, участва в транспортирането на деца от Млака, Ябланак и Ясеновац. През юли и август 1942 г. повече от 6000 деца са преместени далеч от лагерите от „Действие“. След получаване на разрешение през август 1942 г. до преместването на децата от институциите за социални грижи в Загреб, тя работи заедно със загребския архиепископски филиал на „Каритас“ и по този начин прави възможно за няколко хиляди деца да бъдат настанени при семейства в Загреб и селските общности.
От 15 536 деца, които Будисавлевич спасява, 3254 деца загиват по време на спасяването на или непосредствено след напускане на лагера, изтощени от мъчения, глад и болести, а повече от 12 000 деца преживяват войната. Единадесет членове на екипа ѝ са убити по време на Втората световна война.

### В Загреб след Втората световна война и смърт
След войната Будисавлевич е почти забравена. В продължение на десетилетия тя не е споменавана публично в Югославия, защото следвоенните власти не гледат благосклонно на нея. Тя живее в Загреб със съпруга си в продължение на 43 години до 1972 г., когато се преместват обратно в Инсбрук.
Умира на 20 август 1978 г. в Инсбрук на 87-годишна възраст.

## Посмъртно признание
- Внучката на Будисавлевич, Силвия Сабо, пише, че в статия в хърватския всекидневник Vjesnik през 1980 г. е описана като активист на комунистическата партия вътре в Червения кръст, а това не е истина. През 1983 г. тя решава да прочете дневника на Будисавлевич, за да добие пълна представа за баба си. През 2003 г. директорът на хърватските държавните архиви Йосип Коланович редактира и публикува дневника на Будисавлевич от войната. Силвия Сабо го превежда от немски на хърватски.
- В Загреб студио „Hulahop“ снима документален филм за нея, озаглавен „Dianina Lista“, с продуценти Дана Будисавлевич и Миленка Чогеля, който печели награда на европейската среща на аудиовизуалните предприемачи през януари 2012 г. в Триест.[5]
- На 15 февруари 2012 г. в сръбския Ден на държавността президентът на републиката Борис Тадич посмъртно награждава Диана Будисавлевич със Златен медал на Милош Обилич за смелост и личен героизъм.[1][6]
- На 18 октомври 2013 г. сръбският патриарх Ириней присъжда посмъртно на Диана Будисавлевич високото отличие на Сръбската православна църква.[7]
- Улици в Белград, Козарска Дубица и Градишка са наречени на Диана Будисавлевич.[8] Нейното родно място на улица „Мария Тереза“ в Инсбрук е известно като Obexer House.